# Dixieland

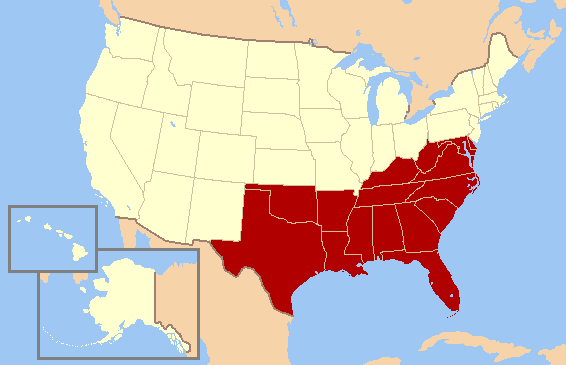
Die Südstaaten nach der Definition des United States Census Bureau

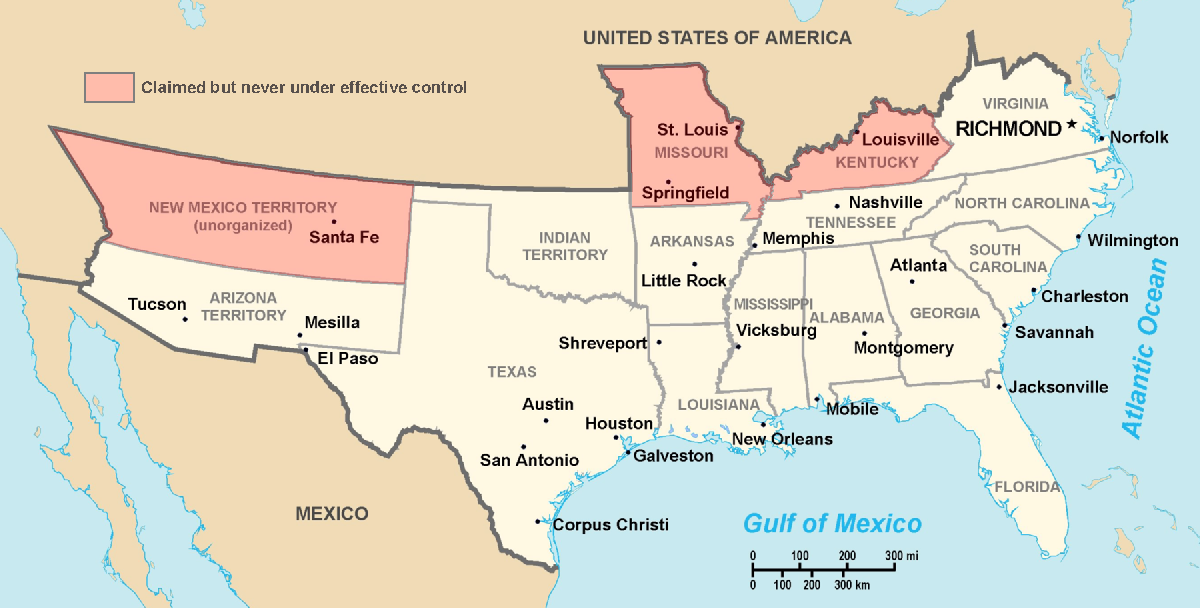
Konföderierte Staaten von Amerika, 1861–1865

Dixieland oder kurz Dixie ist ein gebräuchliches Synonym für die Südstaaten der USA. Im engeren Sinn bezieht sich der Spitzname Dixieland – ebenso wie die Bezeichnung Südstaaten – auf jene elf Bundesstaaten, die im Jahr 1861 Mitglieder der Konföderierten Staaten von Amerika wurden: South Carolina, Mississippi, Georgia, Louisiana, Florida, Alabama, Texas, Virginia, Arkansas, North Carolina und Tennessee (geordnet nach der Reihenfolge des Beitritts).
Populär wurde der Begriff durch die Hymne Dixie („I wish I was in Dixie“).

## Ursprung
Zum Ursprung des Namens gibt es unterschiedliche Theorien:
- In einem Teil Louisianas wurde Französisch gesprochen, und die Citizens’ Bank of Louisiana gab Zehndollarnoten heraus, die aufgrund ihrer Werthaltigkeit besonders begehrt waren. Auf der Rückseite war das französische Zahlwort dix (zehn) gedruckt.[2] Die Banknoten wurden unter dem Begriff Dixies bekannt.

- Die Grenzlinie zwischen Pennsylvania und Maryland war von den Landvermessern Charles Mason und Jeremiah Dixon vermessen worden und wird deshalb Mason-Dixon-Linie genannt. Sie war die Trennlinie zwischen den sklavenhaltenden und den freien Staaten: Südlich der Mason-Dixon-Linie beruhte die Wirtschaft bis zum Sezessionskrieg (1861–1865) wesentlich auf der Sklaverei, nördlich davon war die Sklaverei seit dem Amerikanischen Unabhängigkeitskrieg (1775–1783) schrittweise abgeschafft worden. Die Bezeichnung Dixieland würde sich demnach aus dem Namen des Landvermessers Dixon herleiten.